# L'ultimo dei miei cani
L'ultimo dei miei cani è il secondo album discografico del gruppo musicale italiano Ossi Duri, pubblicato nel 2005 dalla Electromantic Music.

## Tracce
1. Né qui né lì – 1:17 (M.Bellavia)
2. Solo e Giovane – 3:51 (testo: M.Bellavia – musica: F.Bellavia)
3. Guru Cioè – 3:52 (M.Bellavia, S.Bellavia, R.Bellavia)
4. Le pene di Diogene – 4:51 (musica: M.Bellavia, R.Bellavia)
5. Istruzioni per l'uso – 3:49 (M.Bellavia, S.Bellavia, R.Bellavia)
6. Umorista Involontariato – 4:14 (M.Bellavia, S.Bellavia, R.Bellavia)
7. Siga Fecca (feat. Rocco Tanica) – 6:08 (M.Bellavia, S.Bellavia, R.Bellavia)
8. Lo spirito del Panda – 3:26 (musica: R.Bellavia)
9. Peeree Too – 1:38 (M.Bellavia, S.Bellavia, R.Bellavia)
10. La fonte dell'odore (feat. Rocco Tanica) – 2:49 (testo: M.Bellavia – musica: R.Bellavia)
11. Odore di paese – 4:01 (M.Bellavia)
12. Le Fisse – 5:49 (M.Bellavia, S.Bellavia, R.Bellavia)
13. L'ultimo dei miei cani – 2:49 (musica: R.Bellavia)

## Formazione

### Gruppo
- Martin Bellavia - voce e chitarra
- Alessandro Armuschio - voce e tastiere
- Ruben Bellavia - voce e batteria
- Andrea Vigliocco - tastiere, marimba e vibrafono
- Simone Bellavia - voce e basso

### Altri musicisti
- Rocco Tanica - pianoforte
- Gianni Denitto - saxofono, clarinetto
- Moreno Papi - Canto Armonico e didjeridoo
- Federico Alotto - tromba
- Stefano Italiano - saxofono
- Stefano Badariotti - trombone
- Dario Mimmo - fisarmonica
- Carolina Barone - voce in Istruzioni per l'uso
- Francesca Bolognesi - cori
- Nicola Campanella - percussioni
- Elisabetta Bosio - violino